# سعد الفريح
سعد الفريح (25 نوفمبر 1940 - 3 يونيو 2006)، مخرج ومنتج سعودي.

## مولده ونشأته
ولد في بلدة السبعان، جنوب مدينة حائل شمال السعودية، ترعرع ونشأ بين بلدة السبعان ومدينة حائل حيث كان والده فلاحاً وقد عُرِف بزراعة النخيل، كان سعد يساعد والده في الزراعة والري إلى جانب دراسته حتى أكمل المرحلة المتوسطة وكان عمره حينها قرابة الخمسة عشر عاماً.

## مرحلة أرامكو
في تلك الفترة كانت شركة الزيت العربية الأمريكية والتي تسمى حالياً بأرامكو وجهة لأهالي منطقة حائل ومناطق المملكة للبحث عن عمل، حيث أنها فتحت العديد من الفرص الوظيفية في تلك الحقبة الزمنية، وقد التحق العديد من أقارب سعد الفريح بأرامكو وكانو يزورون حائل في أوقات العطلات وكان معجباً بأزيائهم وبقصصهم التي يروونها عن حياتهم العملية هناك وطبيعة حياتهم الحديثة، إضافة إلى مشاهدتهم للأفلام السينمائية، قرّر بعدها أن يغادر من حائل إلى الظهران مع مجموعة من الشباب، وقد كان من ضمنهم الكابتن طيار جزاع بن غانم الشمري والذي أصبح لاحقاً مساعد مدير عام العمليات الجوية بالخطوط السعودية. استغرقت رحلتهم إلى هناك قرابة الثلاثة أيام حيث كانت الطرق سيئة في تلك الفترة إلى جانب بطء السيارات. بعدما وصل إلى هناك طلبوا منه إصدار تابعية من أحوال الدمام حيث أن بطاقة الأحوال لم تستخدم في تلك الفترة وكانت حائل تشتهر بجبل شمر وبسبب هذا وضعوا اسم العائلة لكل من تقدم بطلب تابعية وهو من حائل بالشمري.
أكمل سعد دراسته في مدارس أرامكو إلى جانب دراسة اللغة الإنجليزية وبعدها عُيِّن في مستشفى أرامكو مراسلاً بين المختبرات والعيادات لنقل عينات التحاليل ومن ثم طلب تغيير موقعه ليصبح سائق لسيارة الإسعاف، ثم موظف استقبال في العيادة لاستقبال المرضى والمراجعين وتحويلهم على الأطباء. كان تلفزيون أرامكو والذي يعتبر ثاني تلفزيون في الشرق الأوسط آنذاك بعد تلفزيون بغداد ينوي عمل برنامج عن التثقيف الصحي، وبالمصادفة اختاروا القسم الذي كان يعمل فيه سعد لتصوير بعض المشاهد، حينها طلبت مديرة سعد والتي كانت أميركية الجنسية مساعدتهم في أي شيء يحتاجونه وقد كان معهم طوال فترة تصويرهم وكان يساعدهم في حمل الكاميرات ومعداتها، بعد ما غادروا أصبح يفكر حينها بهذه المهنة حيث كان مبهوراً بهذا المولود الجديد وكان شغوفاً بالأفلام السينمائية التي كان يشاهدها في أرامكو سواءاً كانت الأميركية أو المصرية، بعدها ذهب إلى مديرته الأميركية وبحكم علاقته الجيدة بها أخبرها بشغفه بالتلفزيون وطلب منها أن تتوسط له في أن ينقل خدماته إلى تلفزيون أرامكو حيث كانت تربطها علاقة ممتازة بمدير التلفزيون آنذاك، ووافق على نقله من مستشفى أرامكو إلى التلفزيون.
كان تلفزيون أرامكو يعتمد على الأفلام السينمائية ودبلجة الأجنبية منها إلى اللغة العربية وبث الصوت والإضاءة والصورة والإخراج الفني. تدرب سعد في تلفزيون أرامكو لما يقارب السنة وكان حينها جميل حطاب المعروف ببابا حطاب يعمل هناك، بعد ذلك عمل سعد مخرجاً علماً بأن جميع البرامج التي كانت تنتج في تلفزيون أرامكو تبث على الهواء مباشرة لأن شريط الفيديو لم يستخدم بعد، ومن البرامج التي أخرجها في تلفزيون أرامكو:
- صحتك والسلامة تبدأ بك
- زاوية الكتاب
- المباراة الثقافية
- فنجان شاي
- برنامج سهرة الإثنين الذي استضاف به العديد من الفنانين والشعراء والأدباء العرب والخليجيين الذين كانوا رموزاً في ذلك الوقت ومن ضمنهم:
- طارق عبد الحكيم
- عبد الله محمد
- طلال مداحطلال مداح
- جميل محمود
- عبد القادر حلواني
- مطلق الدخيل
- محمد زويد
- سيد خليفة
- عباس أبو شنب الشهير بأبو خداش
- المذيع الشهير بكر يونس
- راضي درويش

## بداية تلفزيون المملكة العربية السعودية
في عام 1384هـ، الموافق 1964م، في عهد الملك فيصل أعلن عن الشروع في إنشاء تلفزيون المملكة العربية السعودية، وتقدم الراحل سعد الفريح وبسبب خبرته السابقة في هذا المجال إلى وزارة الإعلام، وكان وقتها الشيخ جميل الحجيلان وزيراً للإعلام، وعُيِّن سعد فوراً مع مدير مشروع إنشاء التلفزيون السعودي وممثل شركة إن بي سي الدولية السيد فرانك ووارن.

## ابتعاثه إلى أمريكا ولندن
وفي شهر نوفمبر عام 1964م، اُبتعث ضمن الدفعة الأولى للتلفزيون السعودي للمزيد من التخصص في الإنتاج التلفزيوني للولايات المتحدة الأمريكية وقد كان من ضمن الدفعة:
- نهاد عبد القادر إدريس
- محمد الفهيد
- محمد الضراب
- جاسر الجاسر
- صالح الحمدان
- إبراهيم النفيسة

وآخرون، التحق المخرج سعد بمعهد آر سي أي بنيويورك حصل خلالها على دبلوم للإنتاج والإخراج وعمليات الإستديو كما درس لمدة ثلاثة أشهر في معهد درامتيك وورك شوب ‏ على يد عميده الشهير الذي درس كلٍ من:
- جيمس دين
- مارلون براندو
- الكاتب المسرحي الشهير تينيسي وليامز

الذي أخرج من أعماله المخرج سعد:
- صيف ودخان
- عربة اسمها الرغبة.

، ثم التحق بكلية أنتيوك بولاية أوهايو حيث درس هناك عناصر المسرح والإنتاج المسرحي وقد مثل في مسرحية كابتن براس بوند ‏ من تأليف الشهير جورج برنارد شو ومسرحية ترويض النمرة لشكسبير. درس أيضاً في جامعة سيركيوز في نيويورك في دورة عن الإنتاج التلفزيوني عام 1971م، كما درس في بي بي سي لندن لمدة ثلاثة أشهر عام 1968م، وكانت الدورة عن الإنتاج التلفزيوني والسينمائي.

## بداية عمله في التلفزيون السعودي
وفي تلك الأثناء بدأ التلفزيون السعودي بثه وطلب من المخرج سعد الفريح العودة للمساهمة في العمل لقلة الكوادر السعودية المدربة حينذاك. وأخرج أول تمثيلية للتلفزيون بعنوان *العيادة والتي ظهر لأول مرة فيها الفنان حسن دردير ولطفي زيني
- قام بإخراج أول مسرحية للتلفزيون بعنوان أنا أخوك أمين من تأليف طلال مداح.
- بالإضافة لإخراجه أول فلم سينمائي بعنوان تأنيب الضمير * وكاميرا 16ملم من بطولة حسن دردير.
- أخرج سعد أيضا الحلقات الأولى من مسرح التلفزيون والتي ظهر فيها لأول مره على التلفزيون كلٍ من:
- طلال مداح
- أبو بكر سالم بلفقيه
- عمر كدرس
- محمود حلواني
- محمد عبده
- عبادي الجوهر.

، وآخرون من الدول العربية من ضمنهم محرم فؤاد. وكذلك أخرج أول سينما كليب للفنان محمد عبده عام 1966م، في أغنية حبيبي مرني في جده. أيضاً شارك المخرج سعد الفريح كمساعد مخرج مع المخرج سليمان الثنيان في مسلسل البرهان المفقود من تمثيل عبد الرحمن الخريجي وحصل على جائزة في تونس.
في ظروف غامضة غادر المخرج سعد الفريح إلى لندن بنيّة الهجرة والتحق بقناة البي بي سي لندن وعمل فيها قرابة الخمس سنوات، وفي زيارة خاصة للملك فهد بن عبد العزيز - رحمه الله -، إلى لندن حينما كان وزيراً للمعارف حينها وكان برفقته الأمير سلمان بن عبد العزيز التقى بهم بالصدفة ودار بينهم حديث مطوّل عاد بعدها إلى الرياض واستكمل عمله بالتلفزيون السعودي.
أخرج العديد من البرامج الوطنية والوثائقية، حيث بدأ بتصوير فيلم عن المملكة بكاميرا سينمائية تنقل خلالها بين مناطق المملكة وذهب بعد انتهائه من التصوير إلى لبنان لتحميض الفيلم حيث لم يكن هنالك معامل تحميض في السعودية وبعد أن وصل هناك بدأت حرب في لبنان عام 1977م، ودُمِّر المعمل بالكامل وتلفت جميع الأفلام وعاد سعد إلى السعودية خالي اليدين. من البرامج الوطنية التي عملها سعد:
- الغيث والليث تأليف الشاعر محمد بن عثيمين.
- نفحات شذا عطر من ملحمة عيد الرياض تأليف الشاعر بولس سلامة.
- أسماء في الذاكرة هذا هو عبد العزيز حيث كان من إعداده ورؤيته وإخراجه
- وكان آخر أعماله من البرامج الثقافية برنامج الكلمة تدق ساعة الشهير من إعداد وتقديم الأديب محمد رضا نصر الله والذي نال على جائزة من جهاز تلفزيون الخليج عام 1979م.

حيث سافروا إلى العراق ومصر وتونس والمغرب وعدد من الدول العربية وقابلوا العديد من الشخصيات المهمة في ذلك الوقت من شعراء وأدباء ومفكرين ومن ضمن تلك الشخصيات:
- أدونيس
- بدر شاكر السياب
- نجيب محفوظ
- إحسان عبد القدوس
- شكري عياد

وغيرهم الكثير، ومن السعودية:
- تركي السديري
- عبد الله بن خميس

وآخرون.
كذلك أخرج بداية برنامج العيون الساهرة والذي أصبح شعار البرنامج فيما بعد شعاراً للأمن العام. أخرج حفل افتتاح معرض الرياض بين الأمس واليوم في ألمانيا عام 1983م، وقد افتتح المعرض الأمير سلمان بن عبد العزيز آل سعود آنذاك.
من برامج المنوعات أخرج المخرج سعد الفريح أول برنامج ألعاب سعودي أطلق عليه ألعاب مفتوحة عام 1987م، حيث كانت الفكرة مستوحاة من برنامج تلي متش الألماني الشهير، كذلك أخرج أول مسرحية مونودراما للفنان ناصر القصبي بعنوان حلم الحياة عام 1984م، وحصل عليها ناصر جائزة من جمعية الثقافة والفنون، وقد رسم خلفية المسرح الفنان التشكيلي سعد العبيد.
و اختير سعد ليخرج سهرتين تلفزيونيتين لمؤسسة الإنتاج البرامجي المشترك لدول الخليج العربي عام 1980م، وهما حلم بلا ضفاف ، من تمثيل:
- عبد العزيز الحداد
- أحمد الصالح
- كاظم الزامل
- الممثلة العراقية هناء محمد
- وأيضاً في أول ظهور للممثلة السورية مها المصري

وسهرة بطاقة عودة من الغربة ، من تمثيل:
- محمد العلي
- بكر الشدي وعبد الناصر الزاير

وآخرون، كما أخرج سعد سهرة بعنوان نورة ، من تمثيل:
- محمد العلي
- أسمهان توفيق حيث كان أول ظهور لها في هذه السهرة.

خلال مسيرة سعد الفريح العملية ساهم في إبراز وظهور عدد من الفنانين على الساحة، مثل:
- سعد خضر
- محمد العلي
- عبد الله السدحان
- بكر الشدي
- علي الهويريني

وآخرون، وقام بتدريب العديد من الكوادر السعودية الفنية والذين أصبحوا مخرجين فيما بعد أمثال:
- شلهوب الشلهوب
- عامر الحمود
- خالد الطخيم
- محمد الشقاوي
- سعد الوثلان
- محمد العتيبي
- ناصر الصقيه
- عبد الكريم السيف

## وفاته
بعد مسيرة أربعين عاماً من العطاء في التلفزيون السعودي كلّف من وزارة الإعلام في عام 1427هـ، الموافق 2006م، بالإشراف العام على بث أوبريت حفل استقبال أهالي مدينة حائل لزيارة الملك عبد الله بن عبد العزيز الأولى للمنطقة بعد توليه الحكم، وخلال الترتيبات والتجهيزات للعمل الفني أصيب بإرهاق من شدة اهتمامه وحرصه على أن تكون الصورة بأفضل ما يكون مما أدى إلى طلبه للذهاب إلى مقر سكنهم ورفضه الذهاب للمستشفى بقوله: «شوية تعب ويروح والمناسبة تستحق أن نتحامل على النفس» ، وقبل ذلك اجتمع بالفريق كاملاً وأوصى كل واحد بالاهتمام بعمله وأعطاهم توجيهاته الأخيرة وبعدها ذهب للنوم وكانت نومته الأخيرة. تفاصيل اللحظات الأخيرة لرحيل مخرج (أسفرت وأنورت)

## وصلات خارجية
- سعد الفريح على موقع قاعدة بيانات الأفلام العربية

http://www.alriyadh.com/2006/06/06/article160638.html/ سعد الفريح رائد من رواد الدراما المحلية وأول المخرجين السعوديين
http://www.okaz.com.sa/okaz/osf/20061014/Con2006101454864.html/ رائد الحركة الفنية الخليجية ومخرج الكلمة تدق ساعة
http://www.okaz.com.sa/okaz/osf/20070101/Con2007010175753.html/ المملكة 2006 تفقد رجالات أثْروا الساحة في التربية والأدب والفن
http://www.al-jazirah.com.sa/2006/20060605/at1t.htm تفاصيل اللحظات الأخيرة لرحيل مخرج (أسفرت وأنورت)
http://www.alriyadh.com/2006/06/22/article165293.html/ رحمك الله ياأباوضاح..
http://www.al-jazirah.com/2006/20060605/ms3.htm
http://www.okaz.com.sa/okaz/osf/20060605/Con2006060522889.htm
http://www.alriyadh.com/2012/09/13/article767781.html
http://www.alriyadh.com/2012/05/24/article738404.html
http://www.alriyadh.com/2010/11/12/article576643.html
http://www.alriyadh.com/2008/04/13/article333873.html
http://www.al-jazirah.com/2006/20060526/za9.htm
http://www.al-jazirah.com/2006/20060607/ln21.htm
http://www.al-jazirah.com/2005/20050528/za10.htm
http://www.al-jazirah.com.sa/2005/20050422/za12.htm
http://www.al-jazirah.com.sa/2006/20060606/ln1s.htm
http://www.al-jazirah.com/2005/20050131/za11.htm
http://www.al-jazirah.com/2006/20060623/rj11.htm